# Pericoma nigropunctata
Pericoma nigropunctata är en tvåvingeart som först beskrevs av Ignaz Rudolph Schiner 1868.  Pericoma nigropunctata ingår i släktet Pericoma och familjen fjärilsmyggor. Inga underarter finns listade i Catalogue of Life.